# Final Holocaust
Final Holocaust è il primo album del gruppo musicale death/thrash metal francese Massacra pubblicato nel gennaio 1990 dalla Shark Records, nella riedizione della Century Media Records sono presenti tre bonus tracks provenienti dalla demo Nearer from Death.

## Tracce
1. Apocalyptic Warrior – 5:24
2. Researchers of Tortures – 4:01
3. Sentenced for Life – 5:12
4. War of Attrition – 4:46
5. Nearer to Death – 5:32
6. Final Holocaust – 5:39
7. Eternal Hate – 3:23
8. The Day of Massacra – 5:45
9. Trained to Kill – 4:13
10. Beyond The Prophecy – 3:21
11. Apocalyptic Warrior (demo) - (presente nella riedizione) – 6:05
12. Nearer From Death (demo) - (presente nella riedizione)
13. Sentenced for Life (demo) - (presente nella riedizione) – 5:16

## Formazione
- Jean-Marc Tristani - chitarra
- Fred Duval - chitarra, voce
- Pascal Jorgensen - basso, voce secondaria
- Chris Palengat - batteria